# Пелски археологически музей
Пелският археологически музей (на гръцки: Αρχαιολογικό Μουσείο Πέλλας) е музей в археологическия обект на древногръцкия град Пела, Гърция.

## Описание
Сградата е проектирана от архитект Костас Скрумпелос и е на мястото на древния град Пела. Строежът й е започнал през 2006 и е бил завършен през 2009 г. с подкрепата на Третата рамка за подкрепа на общността на Гърция. Намира се в близост до археологическия обект на античния македонски дворец. Сградата има правоъгълен атриум, препратка към централния перистилен двор на античните къщи в Пела.
Информационният раздел предоставя текстове, снимки, карти, рисунки, модел на археологическия обект и кратко видео за Пела. На входа на музея има два важни експоната – глава, смятана за потрет на Александър Велики и статуетка с типичните атрибути на бог Пан.
Първата тематична изложба в музея е посветена на ежедневния живот в Пела. Сред най-важните експонати в тази изложба са мозаечните подове от Къщите на Дионисий и на отвличането на Елена от Къщата на замазката. Изложени са възстановки на мебели, модели, облекла и други.
Втората изложба е на обществения живот в Пела. Експонатите са от разкопките на агората и са свъзрани с администрацията – монети, надписи, скулптури – производството и търговията – вази за транспортиране на вино, теракотени фигурки, керамични съдове.
Третата тематична изложба се състои от мозайки от светилищата в Пела – светилището на Дарон, Майката на Боговете и Афродита, Тесмофория – и други находки като надписи, вази, метални предмети.
Четвъртата изложба е съставена от находките от градските гробища, в които има погребения от бронзовата епоха, геометричната и архаична епоха (IX – VI век пр. Хр.), класическата епоха (V – IV век пр. Хр.) и елинистическата епоха (III – II век пр. Хр.). В музея се съхранява Пелската магическа табличка. Находките дават информация за езика на жителите – дорийски гръцки, погребалните обичаи и прочее.
Последната група експонати са от царския дворец и дават представа за архитектурната му форма, за живота и личността на Александър Велики.

## Галерия
- Мраморна глава, изобразяваща Александър Велики (325 – 300 пр. Хр.), открита около Енидже Вардар
- Статуетка на Афродита, събуваща сандала си. Оброчно дарение в Светилището на Майката на боговете и Афродита (края на IV – начало на I век пр. Хр.)
- Елементи за декорация на дървени гробове и каси
- Ритон под формата на фалос (съд за пиене и либатиране)
- Мозайката „Лов на лъв“
- Декорация на стена на трапезария
- Мозайката „Лов на елен“